# Гордон Джон Гамфрі
Гордон Джон Гамфрі (англ. Gordon John Humphrey; нар. 9 жовтня 1940, Брістоль, Коннектикут) — американський політик-республіканець. Він представляв штат Нью-Гемпшир у Сенаті США з 1979 по 1990, співголова Робочої групи Конгресу у справах Афганістану у 1980-х роках.
Гамфрі служив у ВПС США з 1958 по 1962. Потім він навчався в Університеті Джорджа Вашингтона та Мерілендському університеті у Коледж-Парку. Він був професійним пілотом з 1964 по 1978.
Кандидат у губернатори штату Нью-Гемпшир у 2000 р.